# 비행류

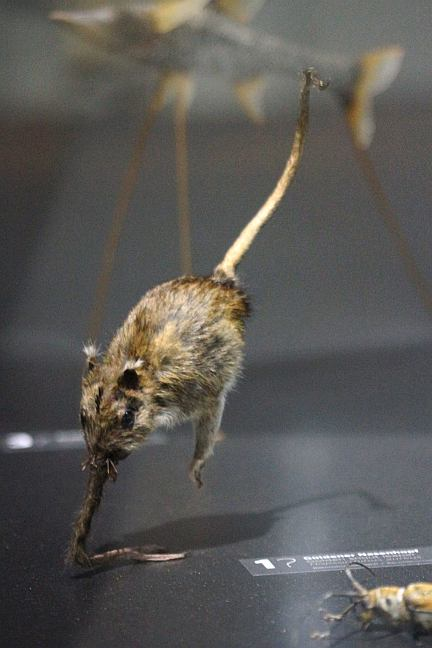

비행류(Rhinogradentia, 鼻行類)는 독일 동물학자 게롤프 슈타이너가 지어낸, 코로 걸어다닌다는 포유강내 허구의 목이다.